# تهافت التهافت
تَهافُتَ التَهافُت اثری از ابن رشد، فیلسوف مسلمان اندلسی است، که در آن نویسنده از استفاده از فلسفهٔ ارسطویی در قالب اندیشهٔ اسلامی، دفاع می‌کند. این کتاب به سبک دیالوگ‌وار علیه سخنان غزالی در تهافت‌الفلاسفه که فلسفه نوافلاطونی را نقد می‌کرد، نوشته شده‌است.
تهافت التهافت که در اصل به زبان عربی نوشته شده بود، متعاقباً به بسیاری از زبان‌های دیگر ترجمه شد. این کتاب نقطه عطفی برای ابن رشد در نظر گرفته می‌شود که در آن سعی می‌کند بین ایمان و فلسفه هماهنگی ایجاد کند.

## زمینه

### تهافت الفلاسفه

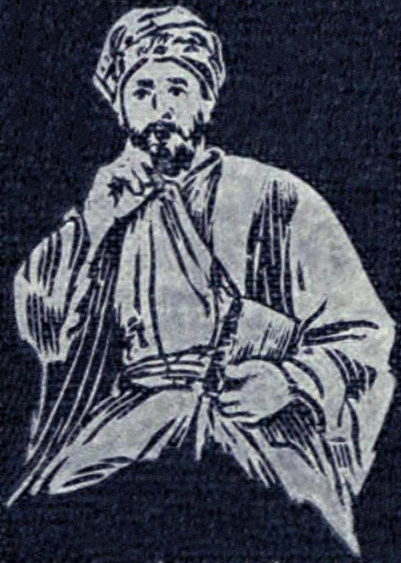
ابوحامد غزالی در رسالهٔ تهافت الفلاسفه فیلسوفان (خصوصا فارابی و ابن سینا) را محکوم کرد.

در کتاب تهافت الفلاسفه، ابوحامد غزالی (۵۰۵–۴۵۰ هـ.ق)، که به مکتب کلام اسلامی اشعری وابستگی داشت به استدلال بر ضد ابن سینا پرداخت و فیلسوفانی مانند ابن سینا و فارابی را محکوم کرد. این متن موفقیت چشمگیری داشت و نقطه عطفی در مکتب اشعری در حوزه فلسفه و کلام بود. غزالی قبل از آن خلاصه‌ای از فلسفه نوافلاطونی با عنوان مقاصد الفلاسفه («اهداف فیلسوفان») به نگارش درآورده بود.
غزالی اظهار داشت که قبل از ابطال عقاید فلاسفه، باید در اندیشه‌های فلاسفه به خوبی آگاه بود. غزالی همچنین اظهار می‌داشت که با سایر شاخه‌های فلسفه مانند فیزیک، منطق، نجوم یا ریاضیات مشکلی ندارد؛ بلکه تنها مشکل او با متافیزیک است. او مدعی بود که فیلسوفان از ابزارهای مانند منطق که از آن برای علوم دیگر استفاده می‌کردند، در متافیزیک از آن استفاده نمی‌کردند.
حملهٔ غزالی به فیلسوفان، در جهان اسلام و مخصوصاً مشرق اسلامی تأثیر عمیقی داشت. مع‌الوصف در سرزمین‌های غربی اسلامی، فلسفه با حضور افرادی نظیر ابن طفیل، ابن باجه و ابن رشد رونق یافت. دیدگاه ابن باجه با غزالی اختلاف داشت و ابن طفیل نیز در کتاب حی بن یقظان طعنه‌هایی به غزالی زد، اما به نقد گستردهٔ آراء او نپرداخت.

## موضوع
ابن رشد در این کتاب از عقاید «فیلسوفان» دفاع می‌کند و استدلال‌های غزالی را نقد می‌کند. تهافت التهافت به شکل گفتگومانند (دیالوگ) به نگارش درآمده‌است؛ به این حالت که ابن رشد بخش‌هایی از سخنان غزالی را نقل کرده و سپس به آنها پاسخ می‌دهد.

## خلاصه
ابن رشد تلاش کرد تا بین ایمان و فلسفه، بین اندیشه‌های ارسطویی و اسلام هماهنگی ایجاد کند. او مدعی شد که سخنان ارسطو نیز صحیح بوده‌است و کلمات قرآن نیز حقیقت ازلی است.

## پذیرش انتقادی
در اروپا، نوشته‌های فلسفی ابن رشد عموماً مورد استقبال دانشمندان مسیحی و یهودی قرار گرفت و باعث پیدایش مکتب فلسفی ابن‌رشدگرایی (Averroism) شد.
پیتر آدامسون، فیلسوف، می‌گوید کتاب‌هایی که در جهان غرب دربارهٔ تاریخ فلسفه به نگارش درآمده‌اند، غالباً ادعا می‌کنند که فلسفه در جهان اسلام پس از کشمکش میان غزالی و ابن رشد به پایان رسید. اما آدامسون شخصا این قضیه را رد می‌کند؛ او معتقد است اگرچه بعد از این دوره فرهنگ‌های فلسفی تغییراتی پیدا کرد اما «فلسفه در جهان اسلام» همچنان ادامه یافت. او در این مورد خصوصا از ملاصدرای شیرازی یاد می‌کند.